# Soboniowice

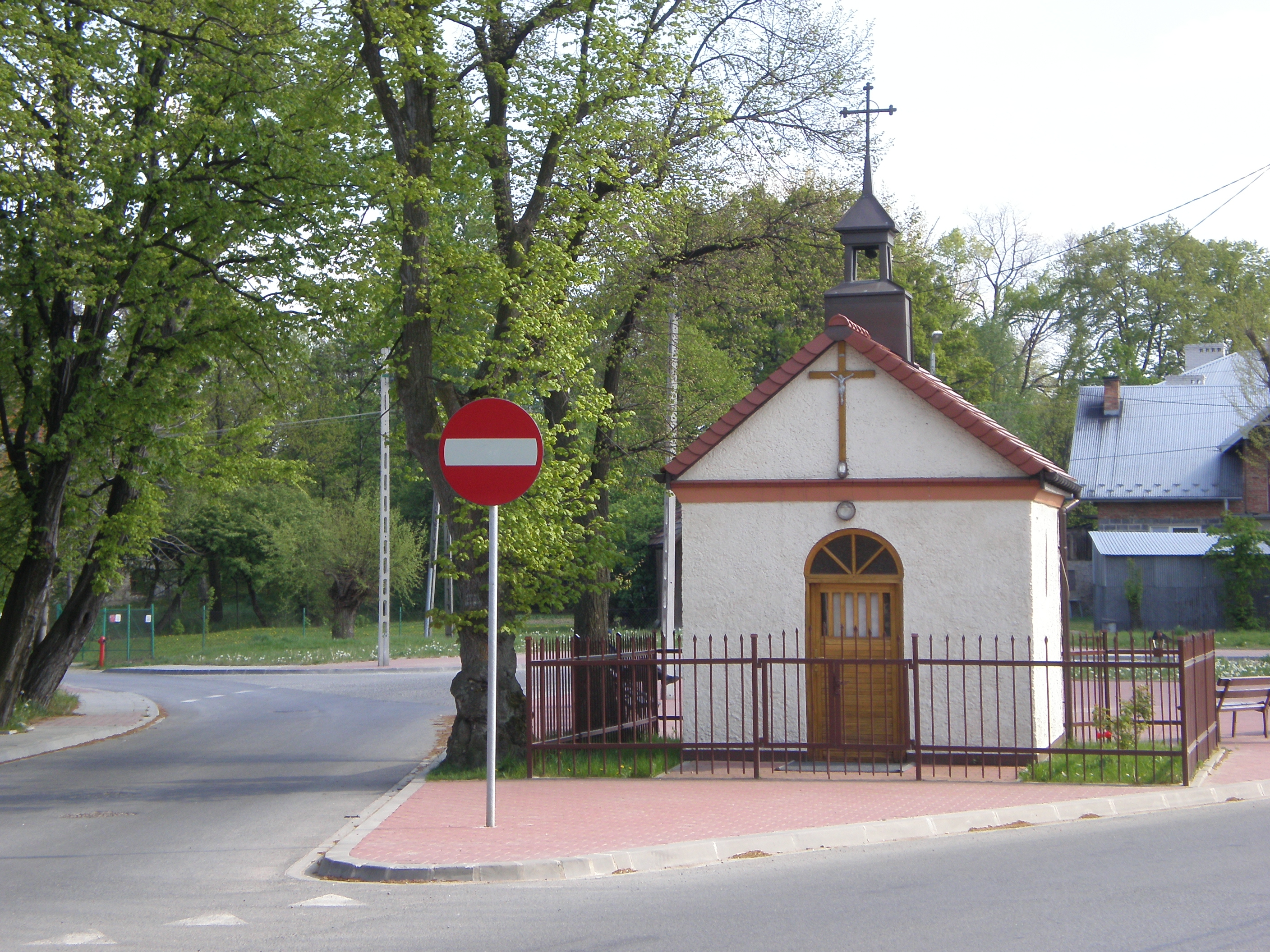
Kaplica NMP Częstochowskiej

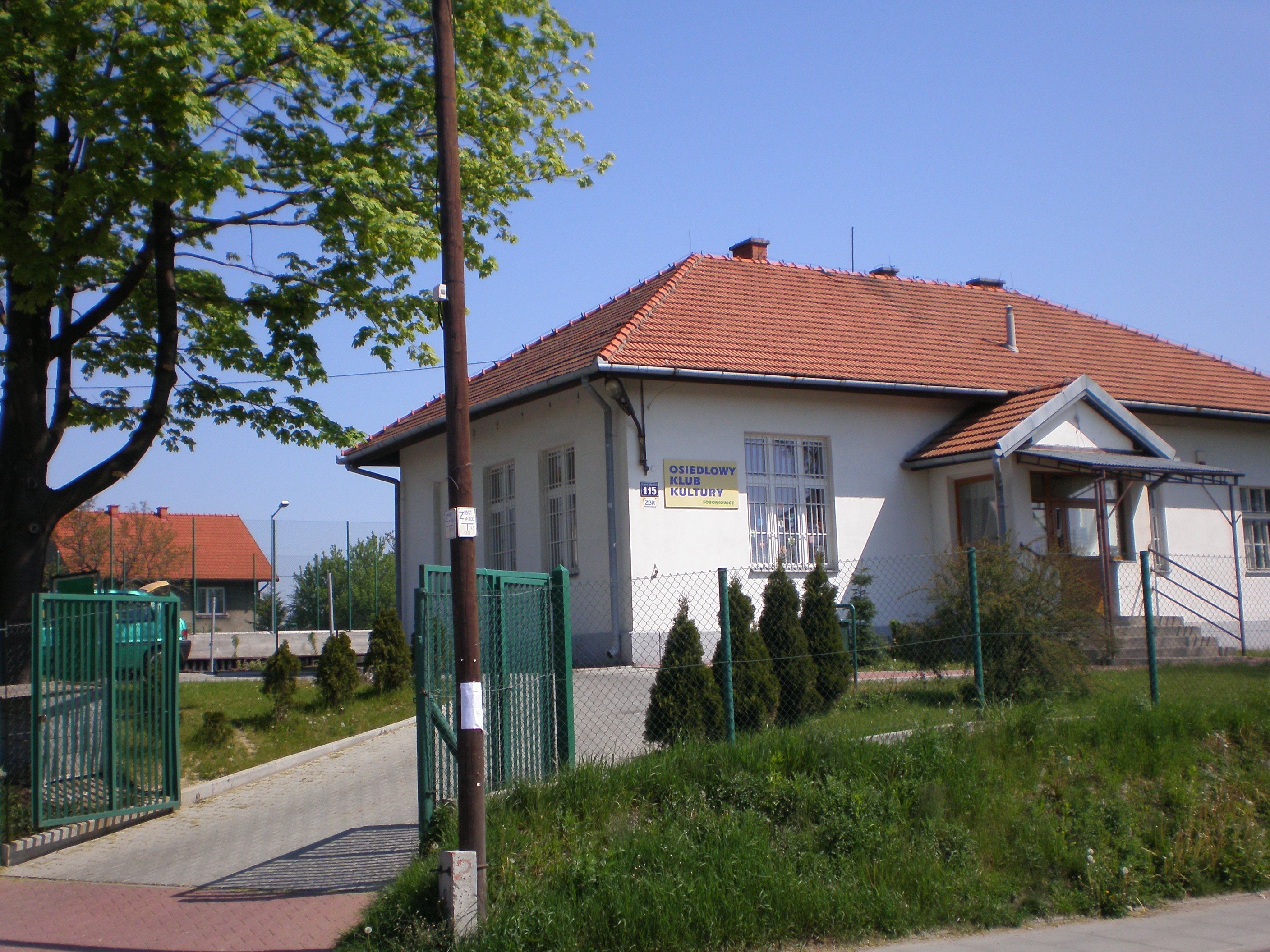
Osiedlowy Klub Kultury Soboniowice

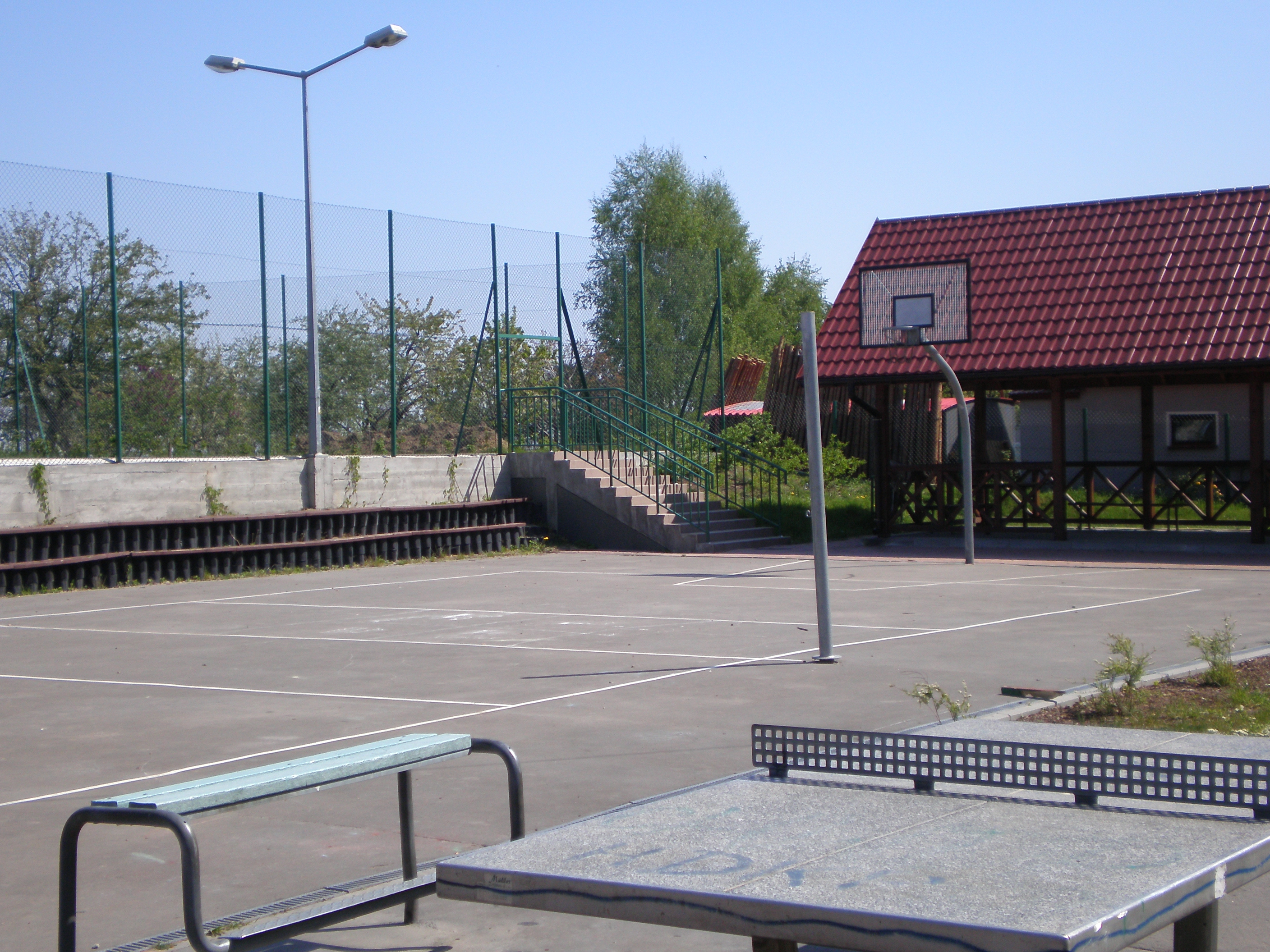
Boisko przy Klubie Kultury

Soboniowice – obszar Krakowa wchodzący w skład Dzielnicy X Swoszowice.

## Historia
Soboniowice do XVIII w. były podzielone na dwie wsie: Soboniowice w części południowej i Strzałkowice – w północnej. Obydwie podlegały parafii w Kosocicach.
W 1418 r. na terenie Strzałkowic znajdował się młyn. W XVII w. rodzina Michałowskich posiadała majątki w obu wsiach. Część Soboniowic należała do Lenczowskich, a później do Janowskich. W XVIII w. we wsi powstał zespół dworski, a zachowany do dziś dwór pochodzi z 1850 r., przebudowany w XX w., zaś spichlerz z I poł. XIX w. Natomiast Strzałkowice do XVIII w., czyli do czasu włączenia ich do Soboniowic, należały do wicekustoszy krakowskich.
Według Słownika geograficznego Królestwa Polskiego i innych krajów słowiańskich z 1880 r.:

Strzałkowice: część gminy Soboniowice, powiat wielicki, przy drodze z Wieliczki do Swoszowic, składa się z 33 domów i 188 mieszkańców rzymsko-katolickich. Mały dopływ Wilgi z prawej strony brzegu, oddziela ją od Soboniowic; na wschód graniczy z Baryczem, na zachód z Wróblowicami. Strzałkowice są miejscem urodzenia (16 stycznia 1793 r.) generała Henryka Dembińskiego.

Soboniowice włączono do Krakowa 1 stycznia 1973 jako część dzielnicy administracyjnej Podgórze.

## Obiekty
Na terenie osiedla znajduje się Kaplica NMP Częstochowskiej, należąca do parafii św. Marii Magdaleny w Krakowie-Kosocicach, a także liczne przydrożne kapliczki.
Funkcjonuje tu Osiedlowy Klub Kultury Soboniowice z dwoma oświetlanymi boiskami wielofunkcyjnymi.